# Murat Cömert
Murat Cömert (* 11. September 1987 in Izmir) ist ein türkischer Fußballspieler.

## Karriere
Cömert begann mit dem Vereinsfußball in der Nachwuchsabteilung des staatlich geförderten Sportvereins İzmir Gençlik Hizmetleri ve Spor İl Müdürlüğü und durchlief später die Nachwuchsabteilung von Göztepe Izmir. Dieser Verein durchlief in der Mitte der 2000er Jahre eine schwierige Periode und musste die meisten seiner Profispieler abgeben. Den Abgang dieser Spieler versuchte man durch Spieler der Reserve- und Nachwuchsmannschaften auszugleichen. In diesem Zusammenhang wurde auch Cömrt 2006 in den Profikader aufgenommen. Hier spielte er bis ins Jahr 2010 und wurde zwischenzeitlich an die Istanbuler Vereine Kartalspor und Maltepespor ausgeliehen.
Zur Saison 2010/11 wechselte Cömert zum Viertligisten Altınordu Izmir. Mit seinem Verein wurde er am Saisonende Playoff-Sieger der TFF 3. Lig und stieg in die TFF 2. Lig auf. In dieser Liga verfehlte sein Verein den Klassenerhalt und stieg wieder in die TFF 3. Lig ab. In dieser Liga wurde Altınordu zum Saisonende Meister und stieg erneut in die TFF 2. Lig auf. In die 2. Lig aufgestiegen, behielt Cömert seinen Stammplatz und kam bis zum Saisonende auf 30 Einsätze. Sein Team beendete auch diese Liga als Meister und stieg nach 24-jähriger Abstinenz wieder in die TFF 1. Lig auf.
Zur Saison 2015/16 wechselte er zum Drittligisten Fethiyespor.

## Erfolge
Mit Altınordu Izmir
- Playoff-Sieger der TFF 3. Lig und Aufstieg in die TFF 2. Lig: 2010/11
- Meister der TFF 3. Lig und Aufstieg in die TFF 2. Lig: 2012/13
- Meister der TFF 2. Lig und Aufstieg in die TFF 1. Lig: 2013/14